# Liste de stades en Pologne
Le Stadion Narodowy est le plus grand stade de Pologne en nombre de spectateurs.
La liste suivante classe les stades de Pologne de plus de 15 000 places assises selon leur capacité, de façon décroissante. La majorité de ces stades est utilisée pour le football ou le speedway.

## Stades actuels
| Stade                             | Capacité | Ville               | Résidents                                                    | Mise en service | Dernière rénovation |
| --------------------------------- | -------- | ------------------- | ------------------------------------------------------------ | --------------- | ------------------- |
| Stade national de Varsovie        | 58 580   | Varsovie            | Équipe de Pologne de football                                | 2012            |                     |
| Stade de Silésie                  | 55 211   | Chorzów             | Équipe de Pologne de football, Équipe de Silésie de football | 1956            | 2017                |
| Stadion Miejski we Wrocławiu      | 45 105   | Wrocław             | Śląsk Wrocław                                                | 2011            |                     |
| PGE Arena Gdańsk                  | 43 615   | Gdańsk              | Lechia Gdańsk                                                | 2011            |                     |
| Stade municipal de Poznań         | 43 269   | Poznań              | KKS Lech Poznań                                              | 1980            | 2010                |
| Stade olympique                   | 35 000   | Wrocław             | WTS Wrocław                                                  | 1926            | 2016                |
| Stade Henryk-Reyman               | 33 326   | Cracovie            | Wisła Cracovie                                               | 1914            | 2011                |
| Stade Ernest-Pohl                 | 31 871   | Zabrze              | Górnik Zabrze                                                | 1934            | 2016                |
| Stade du maréchal Józef Piłsudski | 31 800   | Varsovie            | Legia Varsovie                                               | 1930            | 2011                |
| Stade municipal                   | 22 386   | Białystok           | Jagiellonia Białystok                                        | 1972            | 2014                |
| Stade municipal de Szczecin       | 21 537   | Szczecin            | Pogoń Szczecin                                               | 1925            | 2022                |
| Stade Zdzisław-Krzyszkowiak       | 20 247   | Bydgoszcz           | Zawisza Bydgoszcz                                            | 1957            | 2008                |
| Stade Polonia Bydgoszcz           | 20 000   | Bydgoszcz           | Polonia Bydgoszcz                                            | 1924            |                     |
| Stadion Olimpii Poznań            | 20 000   | Poznań              | TS Olimpia Poznań, PSŻ Poznań, Poznańiak Poznań              | 1954            |                     |
| Stade municipal                   | 18 029   | Łodz                | ŁKS Łódź                                                     | 1925            | 2022                |
| Stade Ludwik-Sobolewski           | 18 018   | Łodz                | Widzew Łódź                                                  | 1930            | 2017                |
| Stade Edwarda-Jancarza            | 17 024   | Gorzów Wielkopolski | Stal Gorzów Wielkopolski                                     | 1951            | 2011                |
| Miejski Stadion Arena Częstochowa | 16 850   | Częstochowa         | CKM Włókniarz Częstochowa                                    | 1946            | 2007                |
| Dialog Arena                      | 16 300   | Lubin               | Zagłębie Lubin                                               | 1985            | 2009                |
| Stade municipal                   | 15 550   | Kielce              | Korona Kielce                                                | 2006            |                     |
| Motoarena Toruń\|                 | 15 500   | Toruń               | KS Toruń                                                     | 2009            |                     |
| Arena Lublin                      | 15 500   | Lublin              | LKP Motor Lublin                                             | 2013            |                     |
| Stade Józef-Piłsudski             | 15 331   | Cracovie            | KS Cracovie                                                  | 1912            | 2010                |
| Stade municipal de Gdynia         | 15 139   | Gdynia              | Arka Gdynia                                                  | 1938            | 2011                |